# Aufidus divergens
Aufidus divergens är en insektsart som beskrevs av Victor Lallemand 1939. Aufidus divergens ingår i släktet Aufidus och familjen spottstritar. Inga underarter finns listade i Catalogue of Life.